# Вагітність і сон
Розлади сну у період вагітності поширені як мінімум серед 50 % вагітних жінок. На сон під час вагітності мають вплив різні фізіологічні, гормональні та психологічні фактори, що призводить до зміни тривалості та якості сну. Більшість жінок відчувають порушення сну під час вагітності Вагітні жінки більш схильні до таких розладів сну як безсоння, порушення дихання уві сні та синдром неспокійних ніг. Перерваний сон суттєво впливає на здоров’я та пов’язаний із підвищеним ризиком несприятливих наслідків вагітності. Американська академія медицини сну офіційно визнала «розлад сну, пов’язаний з вагітністю» окремим станом, що охоплює і безсоння, і підвищену денну сонливість під час вагітності.

## Етіологія

### Анатомічні та метаболічні зміни
Вагітність викликає значні та динамічні фізіологічні зміни, які можуть впливати на сон і сприяти розладам сну. Вони охоплюють структурні зміни, які можуть вплинути на тривалість і якість сну, утруднювати дихання під час сну та викликати метаболічні зрушення, які підвищують ризик синдрому неспокійних ніг. Наприклад, такі стани, як гастроезофагеальний рефлюкс, як правило, погіршуються з настанням вагітності, впливаючи на значну частину вагітних і потенційно спричиняючи порушення сну. Часте нічне сечовипускання через підвищену екскрецію натрію також може переривати сон. Крім того, опорно-руховий апарат зазнає змін, щоби підготуватися до розширення матки та пологів, що може призвести до порушень сну. Зміни в метаболізмі заліза та фолієвої кислоти під час вагітності вважаються факторами, що сприяють поширеності синдрому неспокійних ніг серед вагітних.

### Гормони
Секреція жіночих статевих гормонів, таких як естроген і прогестерон, значно зростає під час вагітності, впливаючи на регуляцію сну (циркадні ритми) та потреби уві сні. Порушення сну також може виникнути через нічні скорочення матки як результат нічного підвищення рівня окситоцину.

## Розлади сну
Під час вагітності часто виникають розлади сну, і це поширено серед 50 % усіх вагітних. Зазвичай, ці проблеми настають з початку вагітності. Найчастішими розладами є безсоння, синдром ообструктивного апное сну та неспокійних ніг. Американська академія медицини сну офіційно визнала «розлад сну, пов’язаний з вагітністю» як окремий стан, що охоплює і безсоння, і підвищену денну сонливість під час вагітності.

### Парасомнії
Парасомнії викликають значне занепокоєння під час вагітності, часто виникають сомнамбулізм, кошмари, нічні страхи та яскраві сни. Підвищити імовірність виникнення парасомній можуть не лише порушення сну під час вагітності, але й порушення дихання та розлади руху.

### Безсоння
Безсоння у вагітних дуже часте. З настанням вагітності помітне збільшення порушень сну. Вчені, які використовували полісомнографію для вивчення сну вагітних жінок, спостерігали чіткі закономірності — зростання неспання після першого засинання, зменшення швидких рухів очей уві сні та більшу кількість часу, проведеного в легших стадіях сну порівняно з невагітними жінками. Крім того, з прогресуванням вагітності у жінок спостерігається тенденція до меншого загального часу сну, збільшення часу неспання після засинання, більшого часу на більш легких стадіях сну, зменшення періодів глибокого та швидкого сну та частіші пробудження порівняно з ранніми стадіями вагітності. Крім того, вагітні жінки часто незадоволені якістю свого сну: майже половина з них зазначають про поганий суб’єктивний досвід сну.

### Синдром неспокійних ніг
Синдром неспокійних ніг характеризується дискомфортними відчуттями в ногах і непереборним бажанням рухати ними, особливо в періоди відпочинку або бездіяльності.
Частіше зустрічається серед вагітних жінок, ніж серед населення в цілому. Дослідження дали різні показники поширеності: за оцінками, від 10 % до 34 % вагітних жінок відчувають симптоми СНН у певний момент під час вагітності.

### Порушення дихання уві сні
Хропіння та порушення дихання уві сні значно частіше зустрічаються у вагітних (у 2—3 рази), ніж у невагітних жінок. Це пов'язано зі змінами в анатомії верхніх дихальних шляхів і, зазвичай, повертається до нормального стану після пологів.
Обструктивне апное сну пов'язане з різким зменшенням або повною зупинкою дихання під час сну. Поширена проблема вагітних і пов’язана з різними наслідками для здоров’я жінок та вагітності. Поширене серед жінок з ожирінням. При ускладнені підвищується ризик розвитку таких станів, як затримка внутрішньоутробного розвитку, прееклампсія та мертвонародження.

## Лікування
Для лікування розладів сну під час вагітності можуть виписуватися психофармакологічні препарати. Первинне безсоння лікується за допомогою когнітивно-поведінкової терапії та медикаментів, вторинне безсоння — через основну медичну проблему. Синдром неспокійних ніг можуть лікувати медикаментозно та зі зменшенням факторів, які на це впливають (куріння, кофеїн і певні ліки).

## Сновидіння
Під час вагітності відбувається значний період емоційної адаптації, що включає думки, почуття та ставлення до себе та плоду, які часто знаходять вираження у снах. Вагітні жінки часто описують свої сни як надзвичайно яскраві та реалістичні. Деякі систематичні дослідження показують, що більшість вагітних жінок (67—88 %) повідомляють, що бачили принаймні один сон, пов’язаний з вагітністю, пологами або дітьми. Крім того, інші дослідження показують, що 30—62 % цих снів стосуються материнства, і їх частота тенденційно збільшується з перебігом вагітності. Сни зазвичай стосуються фізичного благополуччя жінки та дитини, але також можуть містити елементи небезпеки або шкоди дитині, матері, батькові, проблем у сім’ї та шлюбі. Зазвичай, вагітні найкраще запам'ятовують сни, а їхній зміст тривожніший, ніж в інших етапах життя. Порівняльні дослідження показують, що вагітні пригадують більше снів, зосереджених навколо тем, пов’язаних з вагітністю (наприклад, пологи, вагітність, плід, їх власне тіло, тіло дитини), а також із потенційними ризиками для плоду та для них самих. Вагітність може впливати на моделі сновидінь, що призводить до підвищення ймовірності поганих і кошмарних снів. Вагітним також зазвичай сниться, що вони переживають нещастя, шкоду або стикаються з екологічними загрозами.